# Bithia immaculata
Bithia immaculata là một loài ruồi trong họ Tachinidae.